# Zoológico Guadalajara

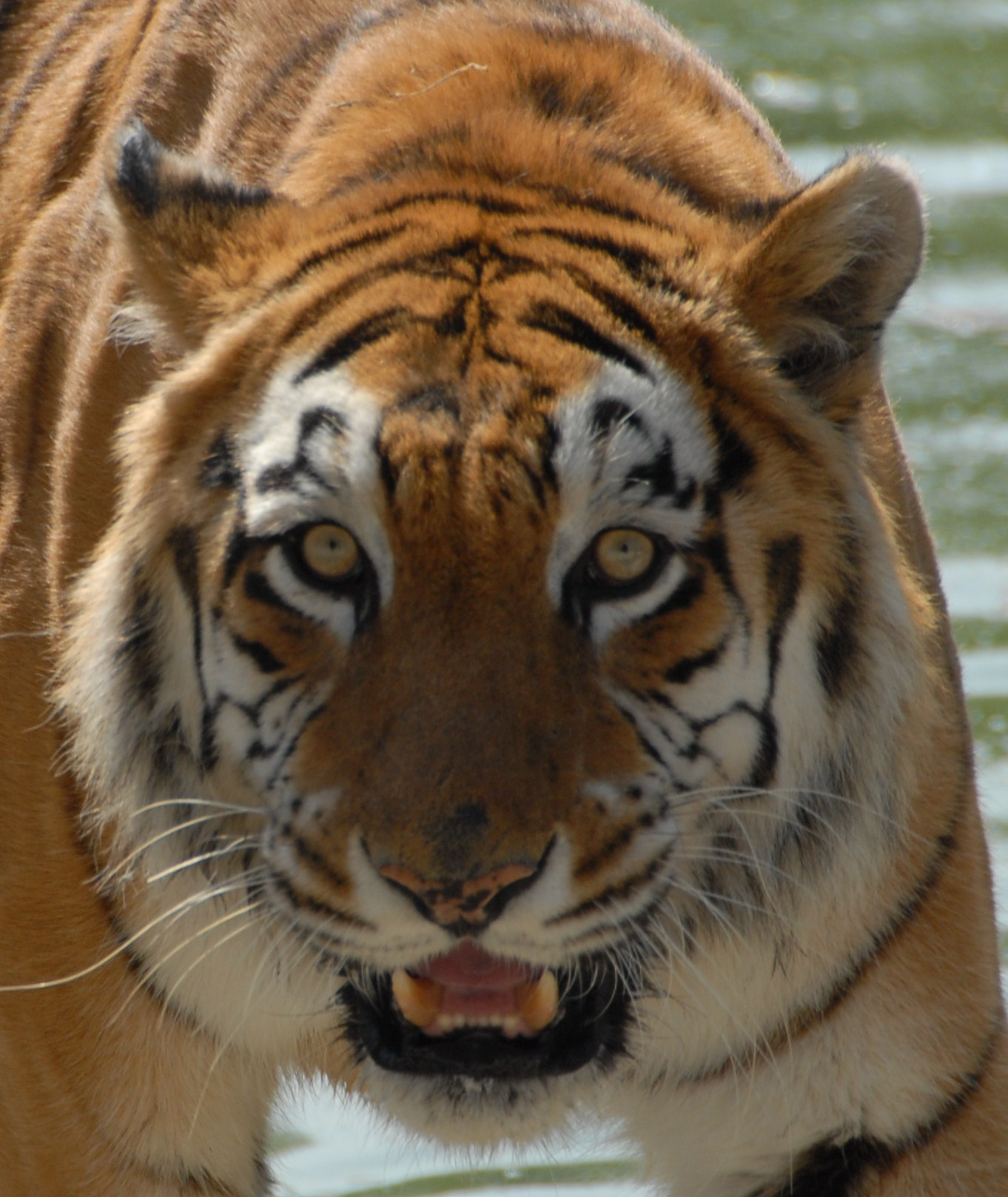
El tigre de bengala (Panthera tigris tigris) es una de las mayores atracciones dentro del parque.

El Zoológico Guadalajara es el principal zoológico metropolitano de la ciudad de Guadalajara (México), está ubicado en Paseo del Zoológico 600 a la altura de Calzada Independencia Norte al oriente de la Zona Metropolitana de Guadalajara en el municipio de Guadalajara. Es considerado uno de los más importantes del país, y el mayor en cuanto a su extensión y número de especies.
El zoológico comenzó a operar el 11 de marzo de 1988, inaugurado por el presidente de la República Mexicana Miguel de la Madrid Hurtado en compañía del gobernador del Estado, el Lic. Álvarez del Castillo. El día 25 del mismo mes, abrió sus puertas al público como un proyecto dedicado a la conservación y estudio de la fauna. Se trata del segundo zoológico de la zona metropolitana, ya que el Zoológico Villa Fantasía en el centro de Zapopan estaba en funcionamiento desde 8 años antes. No obstante, el Zoológico Guadalajara fue desde sus inicios el más grande del estado, y comenzó a tener éxito rápidamente, hasta consolidarse como una de las principales atracciones turísticas de la ciudad hasta el día de hoy.
El Zoológico destaca por la diversidad de especies que alberga, así como por ser uno de los puntos principales de organizaciones ambientales mexicanas y locales, quienes llevan a cabo una labor de conservación de especies reconocida internacionalmente.
El 20 de julio de 1996 fue inaugurado el acceso peatonal por Calzada Independencia 4,510 que ofrece servicio a todos aquellos visitantes que utilizan el transporte urbano, evitándoles el caminar por una calle transitada y falta de servicios. 
En 2005 comenzó a operar como safari, convirtiéndose en el primer zoológico-safari. Actualmente cuenta con el primer Acuario en la República Mexicana dentro de una ciudad que no tiene mar.

## Atracciones dentro del parque
A continuación se muestran algunas atracciones especializadas dentro del Zoológico:
Herpetario: Se trata del mayor herpetario de toda América Latina. Entre sus residentes se encuentran lagartos, tortugas, cocodrilos, serpientes y víboras.

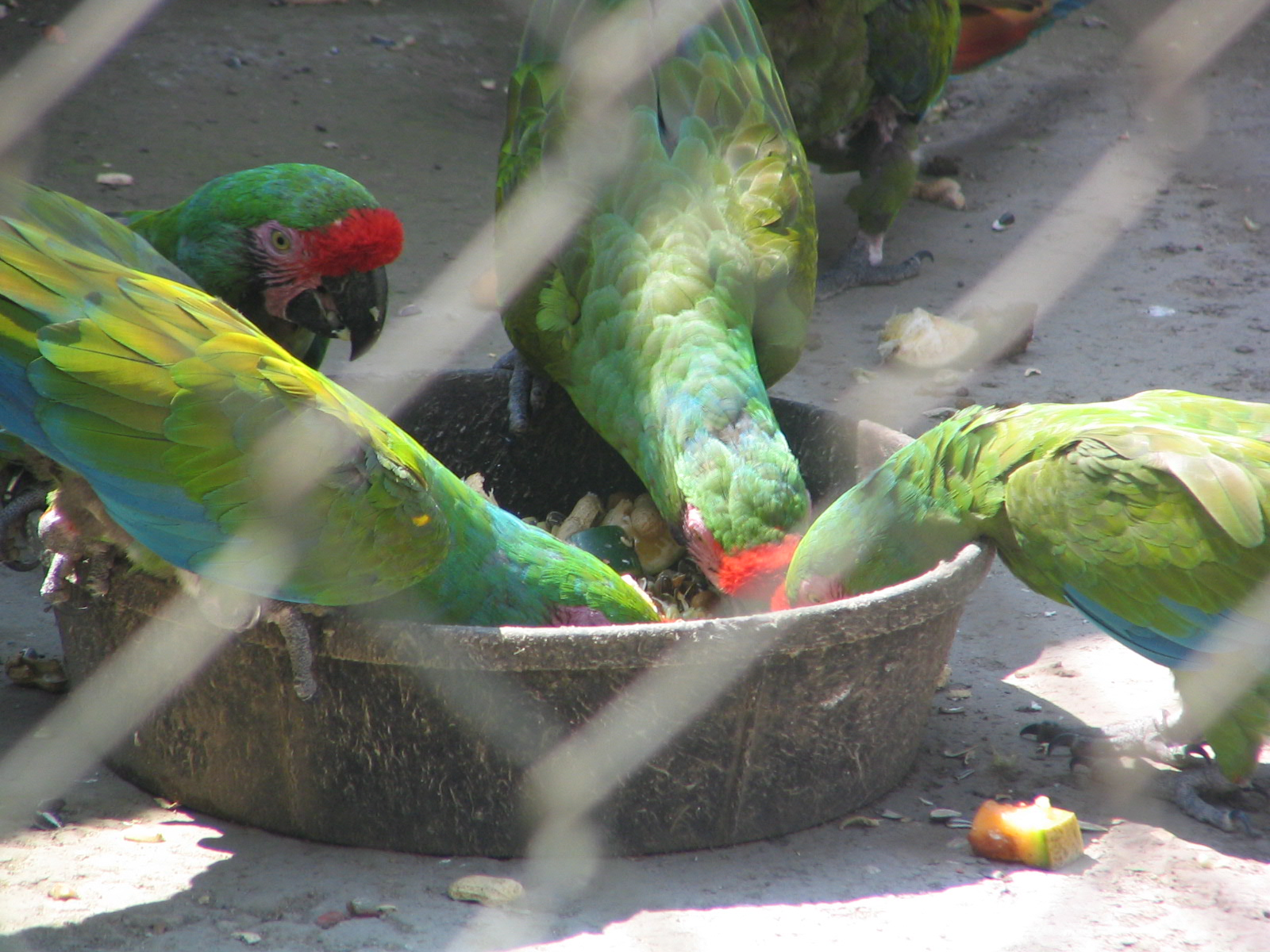
Guacamayos verdes (Ara militaris) siendo alimentados en el Zoológico Guadalajara

Aviarios: Conformado por dos enormes pirámides de acero que albergan a aves tropicales en un ambiente controlado, a las que se puede ingresar para apreciar mejor a las aves.
Selva Tropical: Esta exhibición alberga a jaguares, chimpancés, orangutanes, tapires, osos hormigueros,casuarios, perezosos etc.
Safari Masai Mara: Inaugurado en 2004, contiene animales de la sabana africana como lo son jirafas, cebras, búfalos, varias especies de antílopes, flamencos, guepardos, leones y rinocerontes blancos. Los visitantes pueden tomar el recorrido en un vehículo especializado mientras un guía caracterizado de un miembro de la tribu Masái, da información sobre los animales y sobre algunas costumbres de este pueblo.
Villa Australiana: Atracción dedicada solo a la fauna del continente australiano. Alberga canguros rojos, y otras especies del continente. Ha sido el hogar temporal de koalas en dos ocasiones, la primera siendo también la primera visita de koalas en Latinoamérica.
Acuario: Recinto inaugurado en el 2008, alberga a 95 especies de peces, además de tiburones, peces raya, manatíes y medusas.
Antártida: Espacio adecuado para albergar pingüinos, contiene ejemplares de las especies Adelie y Gentoo, que habitan en la parte más fría de la Antártida. Se trata de un recinto adaptado con las condiciones para que estas aves se desarrollen en un ambiente lo más parecido al natural. El público puede apreciar las bajas temperaturas, así como sentir la temperatura de un témpano de hielo.
Monkeyland: Esta área cuenta con varios tipos de primates, como lémures de cola anillada , monos patas,monos vervet, monos ardilla, monos capuchinos, así como una tropa de gorilas occidentales de las tierras bajas.
Rancho veterinario: Esta área cuenta con varios animales de granja como caballos,ponis,cerdos,cabras,conejos así como gallo y gallina,zorrillos,puercoespínes y conejillos de indias.
Michilia:  Dos hábitats replican la Reserva de la Biosfera La Michilía, albergando lobos mexicanos y osos negros americanos.
Puerto Manatí: Desde 2021 el Zoológico alberga una pareja de manatíes llamados "Lorenzo" y "Clau". Fueron llevados desde Quintana Roo tras un convenio con la empresa Dolphin Discovery, quienes manejan un programa de reproducción y conservación de la especie.  
Rinocerontes indios: En el año 2023 el Zoológico Guadalajara recibió 
rinocerontes indios desde Francia, actualmente siguen en el zoológico.
Otros animales alojados en el Zoológico incluyen bisontes americanos, flamencos americanos, muflones de Berbería, borregos cimarrones, antílopes negros, cisnes negros, capibaras, chitales, pumas, coyotes, camellos dromedarios, wapitis, gamos, hipopótamos, leones, llamas , cocodrilos de Morelet, osos polares, ciervos sika y ciervos de cola blanca.

### Antiguas atracciones
Shuan Shuan: Fue una osa panda gigante que vivió en el Zoológico Guadalajara de 2010 hasta 2022.
En 2010 fue trasladada al Zoológico Guadalajara y regresó al Zoológico de Chapultepec en 2011. Shuan Shuan murió el 7 de julio de 2022, a los 35 años de edad, siendo la panda gigante más longeva que ha vivido en México. 
Su hábitat fue convertido en un espacio para el cuidado de crías, y posteriormente en la nueva Villa Australiana.
Nocturnario: Se trató de una atracción donde albergaban animales nocturnos, como búhos y lechuzas, zorros, serpientes, monstruos de gila, tarántulas, ocelotes, jaguarundis, escorpiones, puercoespines y murciélagos vampiros  entre otros animales 
El espacio que ocupaba fue convertido en el Acuario.
Reserva Komodo: En 2004 el Zoológico contó temporalmente con un dragón de Komodo.